# Dimorphotheca pluvialis
Dimorphotheca pluvialis es una especie de planta fanerógama nativa de Sudáfrica y Namibia. Se naturalizó con moderación en lugares dispersos en California.

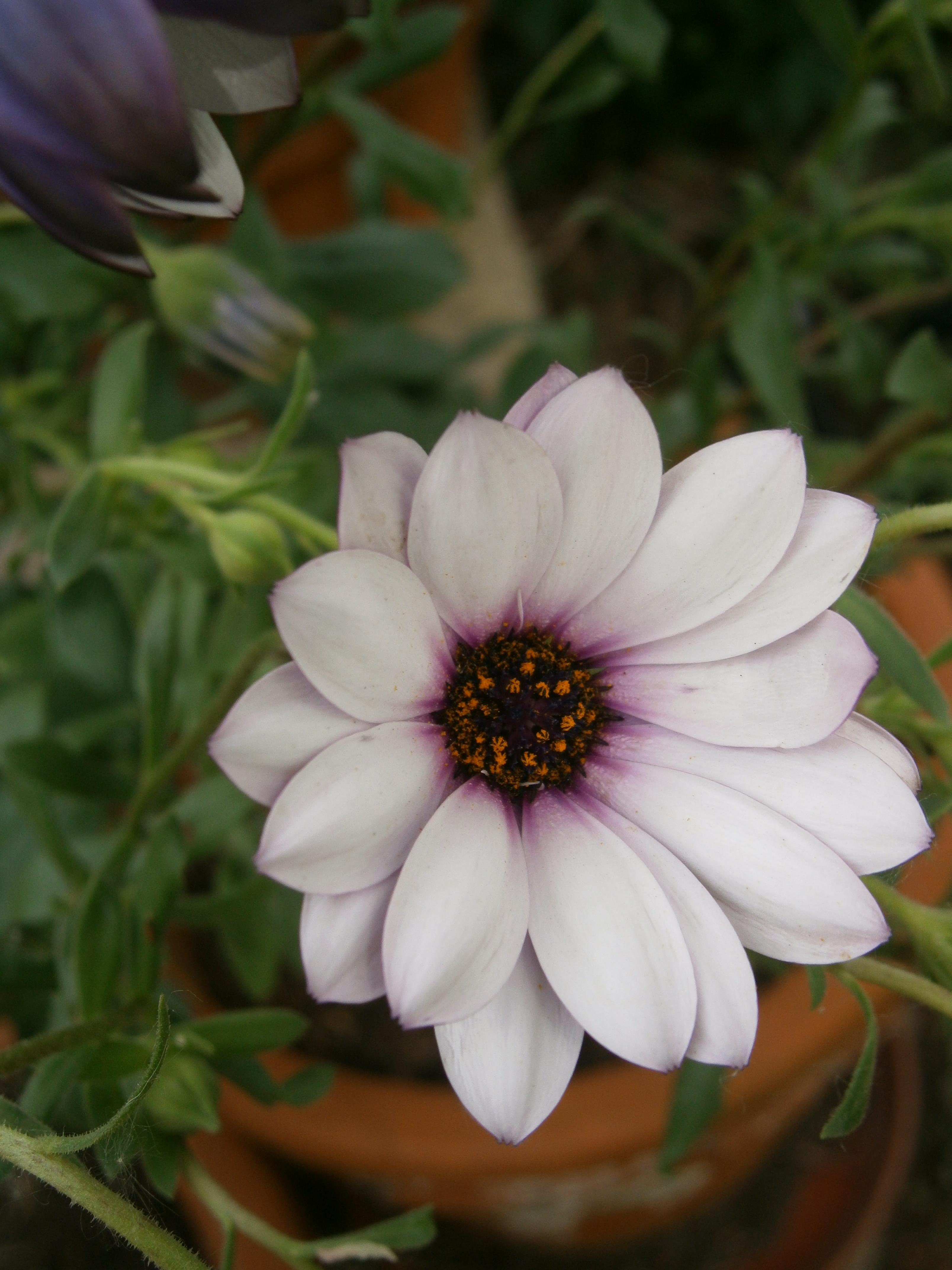
Flor

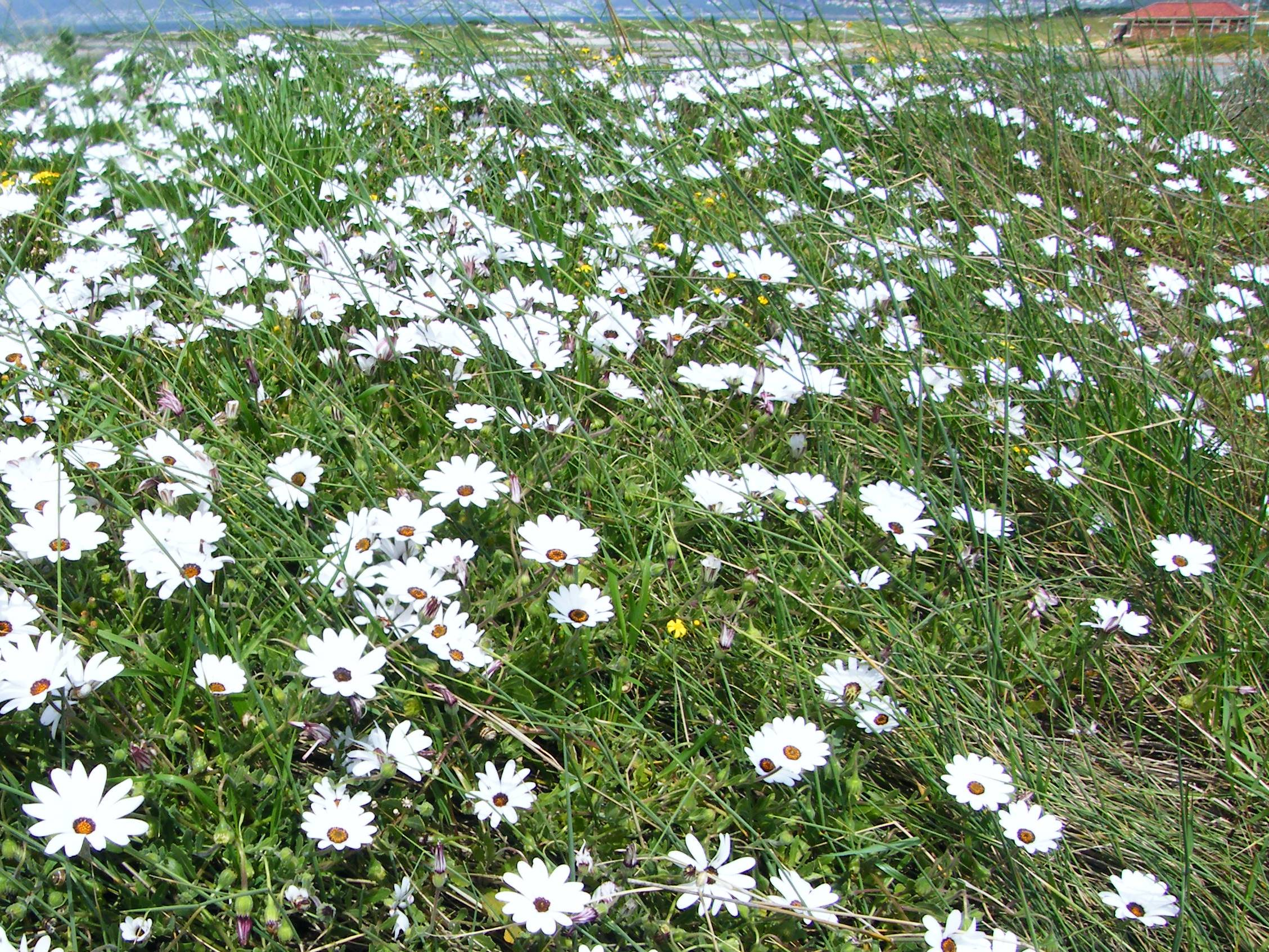
Vista de la planta en su hábitat

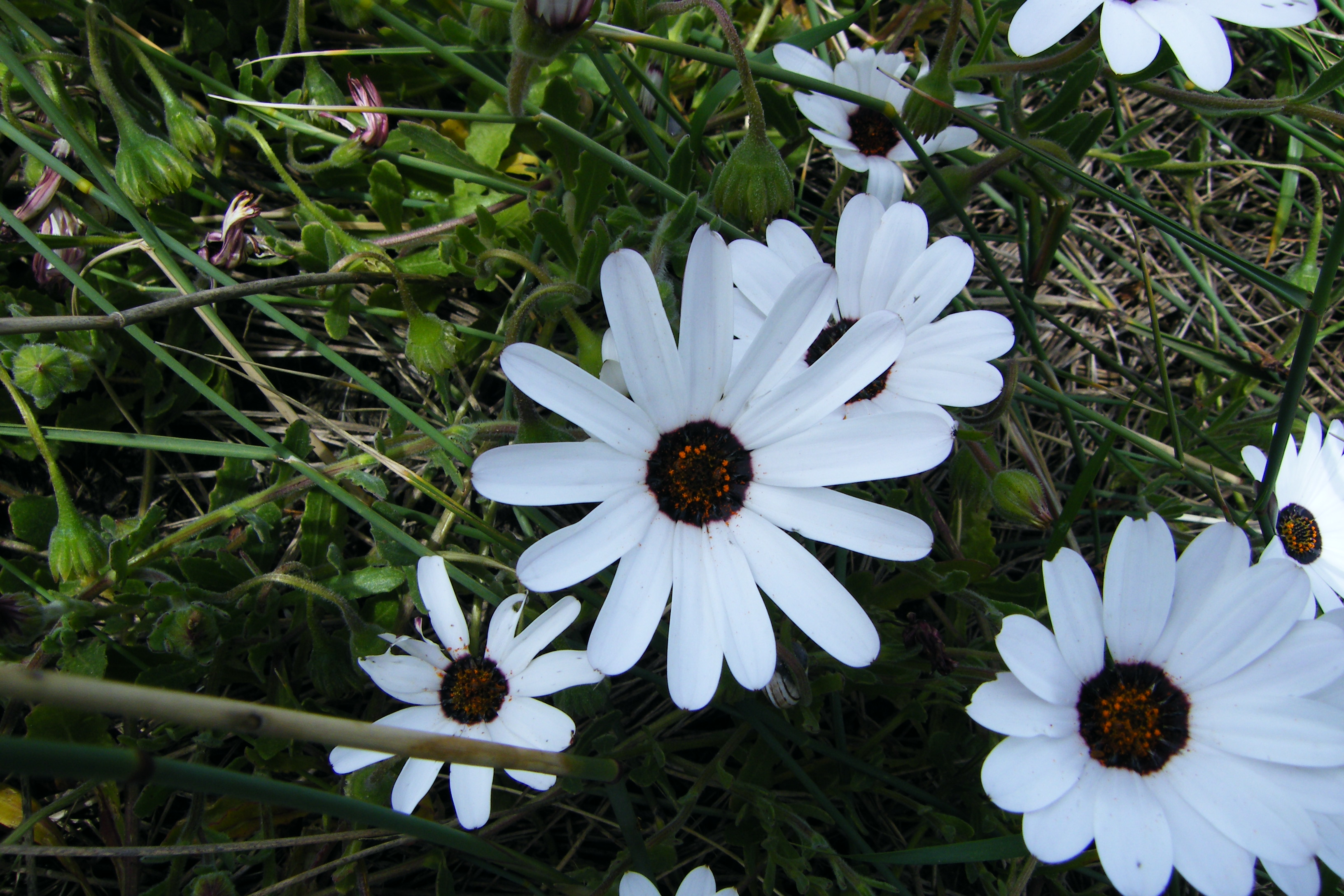
Flores

## Descripción
Dimorphotheca pluvialis es una planta anual herbácea que alcanza un tamaño de hasta 40 cm de altura. Tiene las hojas largas y estrechas, a veces, enteras pero a veces dentadas o pinnado lobuladas. Los rayos florales son de color blanco a amarillento, a veces con marcas azules o moradas. El disco floral es generalmente de color blanco a amarillento con puntas de color púrpura.
Estas plantas anuales están adaptadas para germinar, crecer, florecer y establecer las semillas durante el invierno lluvioso y sobrevivir el verano largo y seco como semilla. Las semillas son interesantes ya que se producen dos formas diferentes. Las que por lo general sembramos son planas, como de papel y vuelan fácilmente con el viento. Se forman en el centro de la flor por los flósculos del disco. Las flores liguladas exteriores forman semillas que se ven como pequeñas espinas con unas capas gruesas. En condiciones favorables la semilla parecida al papel de los floretes del disco germinan en abundancia, mientras que las semillas de las flores liguladas van retrasadas a la germinación para proteger las especies contra las condiciones impredecibles en su entorno árido.

## Taxonomía
Dimorphotheca pluvialis fue descrita por (L.) Moench y publicado en Methodus Plantas Horti Botanici et Agri Marburgensis : a staminum situ describendi 585. 1794.
Etimología
Dimorphotheca: nombre genérico que viene del griego "dis" "morphe" y "theka", que significa "la fruta en forma de dos", refiriéndose al dimorfismo de las asteráceas, un rasgo inherente a los miembros de las Calenduleae.
pluvialis: epíteto latino que significa "que tiene que ver con la lluvia, la floración se produce en la temporada de lluvias".
Sinónimos
- Calendula decurrens Thunb.
- Calendula hybrida L.
- Calendula pluvialis L
- Calendula versicolor Salisb.
- Dimorphotheca annua Less.
- Dimorphotheca calendulacea var. dubia Phillips
- Dimorphotheca hybrida (L.) DC.
- Dimorphotheca incrassata Moench
- Dimorphotheca leptocarpa DC.
- Gattenhoffia pluvialis Druce[9]